# Spiritfarer
Spiritfarer — це інді-гра жанру симулятор та пісочниці, розроблена та видана канадською студією Thunder Lotus Games і випущена для Microsoft Windows, macOS, Linux, PlayStation 4, Nintendo Switch, Xbox One, Android та Stadia у серпні 2020 року. Стелла, головна героїня, стає «Spiritfarer» (Духовидець), що переправляє душі померлих на той світ.
У цілому критики схвально оцінили неквапливий ігровий процес, якісну анімацію, оркестровий музичний супровід та унікальні теми, а станом на грудень 2021 року продажі гри перевищили мільйон копій. З моменту виходу гри Thunder Lotus підтримувала Spiritfarer, безкоштовно доповнюючи її новим контентом; після виходу останнього оновлення 13 грудня 2021 року проєкт було перейменовано на Spiritfarer: Farewell Edition. У жовтні 2022 року її також випустили для iOS та Android через сервіс Netflix.

## Ігровий процес
Spiritfarer — це інді-пригодницька гра, де гравець повинен задовольнити потреби духів на борту корабля за допомогою їжі та будівельних прибудов. Це змушує гравця збирати матеріали під час подорожі, щоб побудувати кухні, сади та інші побутові елементи, що допоможуть духам відчувати себе як вдома. Пізнаючи передісторію кожного духа, вони прокладають собі шлях до переходу через Вічні Брами. Додаткові секції, розміщені на кораблі, як елементи пазлу, складаються одна на одну у зручний для них спосіб. Персонажі, з якими Стелла зустрічається по дорозі, також дають гравцеві мініігри, що відповідають характеру духу та у які потрібно грати за матеріали та ігрову валюту. У грі також є продавці, вони продають такі предмети, як насіння для садів та меблі для оздоблення корабля героїні, що робить гру більш персоналізованою.

## Сюжет
Гравець у ролі Стелли та її кота Нарциса бере на себе роль нового Духовидця (Spiritfarer), капітанки корабля, що повинна знайти духів, виконати їхні останні бажання та провести їх до Вічних Брам — воріт у потойбічний світ. Харон дарує Стеллі та Нарцису магічне Вічне світло, щоб допомогти їм у подорожі.
Після проходження Харона крізь Вічні Брами, Стелла отримує власний корабель і мандрує світом, відшукує духів і допомагає їм втілити їхні останні бажання, заразом дружить з ними. Що більше духів вона підбирає і якісніші ресурси збирає, то більше розширює корабель і його особливості. Утім, зрештою, Стелла мусить відправляти духів крізь Брами у вічність. З кожним з них Стелла емоційно прощається, і вони дякують їй за все, та залишають на згадку про себе духовну квітку. Чим більше духів Стелла проводжає, тим частіше вона стикається з Аїдом у подобі велетенської сови. Аїд показує Стеллі образи її минулого життя як паліативної медсестри, що піклувалася про смертельно хворих пацієнтів, доки не захворіла сама. Аїд піддає сумніву мотивацію Стелли, цікавлячись, чи є її бажання допомагати духам альтруїзмом, чи просто корисливим прагненням полегшити власну слабкість.
Врешті Стелла проводжає останнього духа через Вічні Брами й востаннє протистоїть Аїду. Аїд розповідає, що тіло Стелли близьке до смерті в реальному світі, і тепер її час пройти крізь Брами у вічність. З виконаною роллю вона востаннє вирушає до Вічних Брам. Стелла проходить крізь них разом із Нарцисом, і, як і інші духи перед ними, вони обидва перетворюються на сузір'я на небі.

## Розробка
Креативний директор Ніколас Ґерін зазначає, що в основі історій гри закладено його власний досвід втрати. Він хотів створити гру, де тема смерті висвітлювалася б особисто та інтимно, а також відображала б втрату сім'ї та близьких людей. Початкова концепція передбачала, що події гри відбуватимуться в поїзді, а не на кораблі, утім команда дійшла висновку, що це не зовсім вписується в їхнє уявлення про гру. Також обговорювалася зміна сезонів, однак від неї відмовилися, оскільки це було надто складно і не мало значення для сюжетної лінії в цілому. Господарські секції також були набагато масштабнішими, що наближало початкову ідею до конкурентних симуляторів, зокрема, Harvest Moon та Stardew Valley. Розробники Thunder Lotus відмовилися від цієї концепції, спростивши процес збору ресурсів і зробивши його не таким затяжним, що сильно відрізняє гру від конкурентів. Сюжет гри також насичений історіями духів, обсяг яких сягав 90 000 слів на момент публікації інтерв'ю з Ґерін 28 липня 2021 року на сайті GameSpot. Він також зазначив, що протягом місяця досліджував установи з догляду за важкохворими людьми, а також просив працівників Spiritfarer поділитися власними історіями з життя близьких людей, аби оживити персонажів. Спершу були розроблені образи персонажів, потім їх наділили сирими якостями характеру, такими як прихильність до тваринної чи більш людської природи. Сама гра зображена як конструкт розуму Стелли й розвитку її поглядів та бачення смерті. Ґерін зазначає, що це також проявляється в ландшафтах островів, у міру просування гри та мандрівки Стелли картою.

## Преса
| Агрегатор  | Оцінка                            |
| ---------- | --------------------------------- |
| Metacritic | NS: 84/100 PC: 84/100 PS4: 83/100 |

| Видання        | Оцінка |
| -------------- | ------ |
| IGN            | 9/10   |
| PC Gamer (США) | 85/100 |
| USgamer        | 4/5    |

За даними агрегатора рецензій Metacritic, Spiritfarer отримала «переважно схвальні відгуки» для версії для ПК.
Том Маркс з IGN поставив грі оцінку 9/10 і присудив їй нагороду «Вибір редактора», а також порівняв гру з сумішшю Animal Crossing і пригодницького платформера. За словами редактора, гра «зачіпає важку тему смерті і тих, хто лишився після неї, але водночас є яскравою і затишною». Він також зазначив, що гра «насичена зворушливими персонажами з похмурими, трагічними історіями, але не всі персонажі настільки ж значущі, як і інші». За його словами, відступи почали «втомлювати», а ігрова механіка стала передбачуваною, рутинні завдання «швидко повторювалися», навіть якщо гравці намагалися підвищити їхню ефективність, утім, те, що гра змушує улюблених персонажів піти, вражає емоційно.
Рейчел Воттс з PC Gamer поставила грі оцінку 85/100, зазначивши, що це «повноцінний симулятор життя, що торкається теми смерті та жалю з майстерною збалансованістю». Втім, вона розкритикувала «навмисну невизначеність» про природу потойбічного світу та його мешканців, мовляв, це «заважає чіткому розумінню намірів персонажів». Ерік Ван Аллен з USgamer оцінив гру на 4/5, зазначивши, що стиль оформлення «теплий, кумедний і чарівний», а грою «найкраще насолоджуватися невеликими частинами».
На церемонії The Game Awards 2020 її номінували в категоріях «Ігри за вплив» та «Найкраща інді-гра». Проєкт також є переможцем премії Nebula за найкращий ігровий сценарій (Nebula Award for Best Game Writin) та премії «Г'юго» за найкращу відеогру. На 24-й щорічній церемонії нагородження D.I.C.E. Awards Академія інтерактивних мистецтв і наук номінувала Spiritfarer на «Видатне досягнення в анімації».
Компанія Thunder Lotus оприлюднила, що станом на грудень 2021 року гра продалася мільйонним накладом.